# Live action
Live action, scritto anche live-action (espressione della lingua inglese traducibile in italiano come "azione dal vivo" o "azione dal vero"), indica un film interpretato da attori "in carne e ossa", opposto quindi a una pellicola realizzata tramite animazione (disegno, computer grafica, passo uno, ecc.).
Il termine live action, di per sé, è superfluo per molti film tradizionali, in quanto corrisponde alla norma, ma viene spesso esplicitato nel caso in cui riguardi un'opera frutto di un adattamento di disegni animati, fumetti o videogiochi, per distinguerla dal medium originale. Il termine appare quindi nel titolo (a volte solo in quello di lavorazione, come nel caso del film I Flintstones chiamato The Flintstones: The Live-Action Movie) o nella tagline, oltre che nei commenti della critica. Quest'uso del termine, una volta diffusosi anche al di fuori del mondo anglosassone, ha fatto sì che in italiano si identificassero con il termine live action i soli film frutto di adattamenti di altri media.
Il termine viene utilizzato anche per indicare attori (di regola simili ai personaggi originali) che recitano in un film che è per metà animazione e per metà azione dal vero, come il personaggio di Bob Hoskins in Chi ha incastrato Roger Rabbit (fra l'altro ispirato a un libro) di Robert Zemeckis, Michael Jordan in Space Jam, o ancora come nel film Looney Tunes: Back in Action e Brad Pitt in Fuga dal mondo dei sogni.